# TecDAX
| TecDAX-Logo      |              |
| Performanceindex |              |
| ISIN             | DE0007203275 |
| WKN              | 720327       |
| Kursindex        |              |
| ISIN             | DE0007203283 |
| WKN              | 720328       |

Der TecDAX ist ein deutscher Aktienindex und wurde am 24. März 2003 eingeführt. Es gibt ihn als Kursindex und als Performanceindex.  Neben dem DAX, dem MDAX und dem SDAX gehört der TecDAX zum Prime Standard und zur DAX-Indexfamilie der Deutschen Börse AG.
Er ist der Nachfolger des durch Insidergeschäfte und Bilanzfälschungen in Verruf geratenen Nemax50 und setzt dessen Indexreihe fort. Somit ist die Basis der Berechnung der 30. Dezember 1997 mit 1.000 Punkten. Das Konzept des TecDAX ist jedoch kaum mit dem des Nemax50 vergleichbar.

## Kriterien
Im TecDAX sind 30 der größten sogenannten „Technologiewerte“ in Bezug auf die Marktkapitalisierung des Streubesitzes und die Börsenumsätze gelistet. Dabei wurden zunächst alle Technologiewerte quartalsweise bewertet und nach einem abgestuften System in eine Rangliste mit den 35 größten Aktienwerten aufgenommen. Anhand dieser Rangliste wird dann entschieden, welche neuen Werte eventuell in den TecDAX aufgenommen werden und welche herausfallen. Seit einigen Jahren wird diese Rangliste monatlich erstellt. Es gelten grundsätzlich die gleichen Kriterien wie beim DAX, MDAX und SDAX.
Die Kriterien sind:
- Zulassung zum Prime Standard,
- Fortlaufender Handel auf Xetra,
- Streubesitz von wenigstens 10 %,
- Juristischer Sitz oder operatives Hauptquartier in Deutschland

Zum 24. September 2018 wurde die Trennung in klassische und Technologie-Werte aufgehoben, die bisher im TecDAX geführten Werte wurden auch in SDAX und MDAX aufgenommen, die entsprechend vergrößert wurden. Der TecDAX wird als Parallelindex für Technologiewerte weitergeführt.

## Berechnung
Die Deutsche Börse berechnet den Index aus den Kursen des elektronischen Handelssystems Xetra. Seine Berechnung beginnt um 9:00 Uhr MEZ und endet mit den Kursen aus der Xetra-Schlussauktion, die um 17:30 Uhr MEZ startet. Der letzte Indexstand wird um 17:35 Uhr nach der Xetra-Schlussauktion berechnet. Von 8:00 Uhr bis 9:00 Uhr und zwischen 17:45 Uhr und 20:00 Uhr MEZ wird der L-TecDAX (ISIN DE0001717072, auch L/E-TecDAX genannt) berechnet. Dieser aus historischen Gründen zu den sogenannten „Late-Indizes“ gezählte Indikator gibt die Entwicklung der TecDAX-Werte außerhalb der Xetra-Handelzeiten wieder. Er basiert auf den Kursen des manuell betreuten Handels der Frankfurter Wertpapierbörse (ehemaliger Parketthandel). Seit 1. Januar 2006 ist die Berechnungsfrequenz sekündlich.

## Geschichte

### Rückrechnung
Am 1. Juli 1999 führte die Deutsche Börse den Index Nemax 50 ein, der aus den 50 nach Marktkapitalisierung und Börsenumsätzen größten Titeln des Segments Neuer Markt bestand. Die Basis des Nemax50 betrug 1.000 Punkte zum 30. Dezember 1997. Im Oktober 2002 kündigte die Deutsche Börse an, den Neuen Markt zu schließen und den Nemax50 durch den TecDAX als Nachfolgeindex zu ersetzen. Am 21. März 2003 notierte der Nemax50 bei 350,95 Punkten, seitdem führt der TecDAX diese Reihe fort. TecDAX und Nemax50 sind jedoch nur bedingt vergleichbar, da sie zum einen die jeweiligen Indexkonzepte völlig unterschiedlich sind. Im Gegensatz zum Nemax50 erfasst der TecDAX nicht ein themenspezifisches Segment wie den Neuen Markt, sondern ist auf den Technologiesektor innerhalb des Prime Standard beschränkt. Auch die Transparenzanforderungen waren etwa im Neuen Markt geringer als im damaligen Amtlichen Markt, welcher die Unternehmen des DAX, MDAX und SDAX beherbergte. Seit der Einführung des TecDAX gelten hingegen für alle DAX-Indizes dieselben Transparenzanforderungen (Prime Standard). Auch die Aussagekraft der Rückrechnungsreihe des TecDAX ist dadurch begrenzt.

### Indexentwicklung
Im Rahmen der Dotcom-Blase war die Zeit des Neuen Marktes zunächst von immensen Kursanstiegen geprägt. Bis zum 31. Juli 1998 hatte sich der Nemax50 mit 3.066,71 Punkten innerhalb von 7 Monaten bereits mehr als verdreifacht. Einem Rücksetzer von 39 Prozent auf 1.875 Punkte am 8. Oktober 1998 folgte die nächste Kursexplosion. Nachdem er am 13. Dezember 1999 erstmals über 5.000 Punkte kletterte, trieb die Spekulationsblase den Index bis auf 9.631,53 Punkte am 10. März 2000, dies war ein Zuwachs von 414 Prozent seit Oktober 1998. Am selben Tag erreichte er im Handelsverlauf ein Allzeithoch von 9.694,07 Punkten. Anschließend platzte die Blase und die Kurse brachen beispiellos ein. Am 3. September 2001 fiel der Nemax50 unter seinen Basiswert von 1.000 Punkten zurück und stürzte bis zum 21. September 2001 auf 683,82 Punkte ab. Somit verlor er seit seinem Allzeithoch 93 Prozent. Einem anschließenden Anstieg um 95 Prozent auf ein Zwischenhoch von 1.335,25 Punkten am 26. November 2001 folgte der nächste Kursrutsch, der am 12. März 2003 bei 309,55 Punkten endete, ein Verlust von weiteren 77 Prozent seit dem Zwischenhoch und 97 Prozent seit dem Allzeithoch 2000. Sein Allzeittief hatte der Nemax50 bereits im Handelsverlauf am 7. Oktober 2002 mit 306,32 Punkten erreicht. Die Nemax50-Reihe endet zum 21. März 2003 mit 350,95 Punkten, was gleichzeitig den Beginn der TecDAX-Reihe markiert.
Der TecDAX selbst markierte kurz nach seiner Einführung am 31. März 2003 im Handelsverlauf mit 327,19 Punkten seinen tiefsten Stand und schloss mit 329,52 Punkten, blieb damit aber über den Tiefstständen seines Vorgängers. Bis zum 8. März 2004 stieg er auf 653,18 Punkte, 98 Prozent über seinem Tiefststand und 111 % über dem Tiefststand des Nemax50. Bis zum 12. August 2004 verlor er jedoch 33 Prozent und fiel zurück auf 438,92 Punkte. Erstmals über 1.000 Punkte sprang der TecDAX am 8. Oktober 2007 im Handelsverlauf und schloss einen Tag später über dieser Marke, der Nemax50 hatte diese Marke zuletzt im April 2002 erreicht. Mit 1.043,84 Punkten erreichte der TecDAX am 7. November 2007 seinen bis dahin höchsten Stand, seit dem Tief 2004 ein Gewinn von 138 Prozent. Zwischenzeitlich war er bis auf 1.058,93 Punkte geklettert. Im Verlauf der internationalen Finanzkrise stürzte der TecDAX ab. Mit 405,14 Punkten markierte er am 6. März 2009 den tiefsten Stand seit Mai 2003. Gegenüber seinem Hoch 2007 verlor er somit 61 Prozent.
In der Folgezeit verzeichnete der Index allerdings wieder enorme Kursgewinne und beendete am 5. April 2011 mit 948,59 Punkten den Handel, eine Kurssteigerung von 134 Prozent seit dem Tief 2009. Im Rahmen der Eurokrise fiel der TecDAX abermals zurück und schloss am 4. Oktober 2011 mit 626,22 Punkten, was einem Verlust von 34 Prozent entspricht. Die Ankündigungen lockerer Geldpolitik und neuer Anleihekaufprogramme der Europäischen Zentralbank und der US-Notenbank verhalfen dem TecDAX in der Folgezeit zu einer Rally, die ohne wesentliche Unterbrechung bis heute anhält. Die Marke von 1.000 Punkten erreichte der TecDAX am 1. August 2013 erneut und übertraf am 5. bzw. 10. September 2013 seine Höchststände aus dem Jahr 2007 auf Schlusskursbasis bzw. im Handelsverlauf. Seitdem erreicht der TecDAX laufend neue Höchststände. Über die Marke von 2.000 Punkten sprang der Index am 24. März 2017 erstmals seit dem Nemax50 im März 2001. Bis zu seinem Jahreshoch 2017 bei 2.591,96 Punkten beträgt die Performance 314 Prozent seit Oktober 2011 und 540 Prozent seit März 2009. Der Nemax50 hatte diesen Stand zuletzt im Februar 2001 erreicht.

### Jährliche Entwicklung
| Jahr | Schlussstand in Punkten | Veränderung in Punkten | Veränderung in % |
| ---- | ----------------------- | ---------------------- | ---------------- |
| 1997 | 1.000,00                |                        |                  |
| 1998 | 3.249,51                | 2.249,51               | 224,95 %         |
| 1999 | 5.089,76                | 1.840,25               | 56,53 %          |
| 2000 | 2.869,01                | -2.220,75              | −43,63 %         |
| 2001 | 1.150,10                | −1.718,91              | −59,91 %         |
| 2002 | 358,79                  | -791,31                | −68,80 %         |
| 2003 | 541,31                  | 182,52                 | 50,87 %          |
| 2004 | 519,99                  | −21,92                 | −3,94 %          |
| 2005 | 596,47                  | 76,48                  | 14,71 %          |
| 2006 | 748,32                  | 151,85                 | 25,46 %          |
| 2007 | 974,19                  | 225,87                 | 30,18 %          |
| 2008 | 508,31                  | −465,88                | −47,82 %         |
| 2009 | 817,58                  | 309,27                 | 60,84 %          |
| 2010 | 850,67                  | 33,09                  | 4,05 %           |
| 2011 | 685,06                  | −165,61                | −19,47 %         |
| 2012 | 828,11                  | 143,05                 | 20,88 %          |
| 2013 | 1.166,82                | 338,71                 | 40,90 %          |
| 2014 | 1.371,36                | 204,54                 | 17,53 %          |
| 2015 | 1.830,74                | 459,38                 | 33,50 %          |
| 2016 | 1.811,72                | −19,02                 | −1,04 %          |
| 2017 | 2.529,04                | 717,32                 | 39,59 %          |
| 2018 | 2.450,18                | −78,86                 | −3,22 %          |
| 2019 | 3.014,94                | 564,76                 | 23,05 %          |
| 2020 | 3.212,77                | 197,83                 | 6,56 %           |
| 2021 | 3.920,17                | 707,40                 | 22,02 %          |
| 2022 | 2.921,12                | −999,05                | −25,48 %         |
| 2023 | 3.337,41                | 416,29                 | 14,25 %          |
| 2024 | 3.417,15                | 79,74                  | 2,39 %           |

### Höchststände
Die Übersicht zeigt die Allzeithöchststände des TecDAX als Performanceindex (mit Dividenden) und als Kursindex (ohne Dividenden) sowie separat den Performanceindex unter Berücksichtigung der Rückrechnung (Nemax50-Reihe).
|                                       | Punkte   | Datum                      |
| ------------------------------------- | -------- | -------------------------- |
| Performanceindex im Handelsverlauf    | 4.010,04 | Freitag, 19. November 2021 |
| Performanceindex auf Schlusskursbasis | 3,986.96 | Freitag, 19. November 2021 |
| Kursindex im Handelsverlauf           | 3.080,27 | Freitag, 19. November 2021 |
| Kursindex auf Schlusskursbasis        | 3.062.55 | Freitag, 19. November 2021 |

|                                                        | Punkte   | Datum                  |
| ------------------------------------------------------ | -------- | ---------------------- |
| Performanceindex mit Rückrechnung im Handelsverlauf    | 9.694,07 | Freitag, 10. März 2000 |
| Performanceindex mit Rückrechnung auf Schlusskursbasis | 9.631,53 | Freitag, 10. März 2000 |

## Zusammensetzung
Die folgende Tabelle zeigt die dem TecDAX-Index zugeordneten Unternehmen und ihre Gewichtung im TecDAX mit Stand vom 13. Januar 2025. Die Tabelle enthält die Daten, wie sie von der Deutschen Börse veröffentlicht werden und maßgebend für die Gewichtung im TecDAX sind. Insbesondere ist die Marktkapitalisierung nur auf den von der Deutschen Börse festgestellten Streubesitz bezogen, nicht auf die Gesamtzahl der Aktien. Die Marktkapitalisierung entspricht hier also nicht dem Börsenwert aller Aktien des Unternehmens, sondern nur dem Börsenwert des Streubesitzes.
| Logo | Name                                             | Symbol | Branche                                       | Indexgewichtung | Anzahl der Aktien | Streubesitz- Marktkapitalisierung in Mio. € | Sitz                                          |
| ---- | ------------------------------------------------ | ------ | --------------------------------------------- | --------------- | ----------------- | ------------------------------------------- | --------------------------------------------- |
|      | 1&1 AG                                           | 1U1    | Telekommunikation                             |                 |                   |                                             | Montabaur                                     |
|      | Aixtron SE                                       | AIXA   | Halbleiterindustrie                           | 4,23 %          | 113.402.370       | 4.325,62                                    | Herzogenrath                                  |
|      | Atoss Software AG                                | AOF    | Software                                      | 0,84 %          | 7.953.136         | 862,92                                      | München                                       |
|      | Bechtle AG                                       | BC8    | IT-Dienstleistungen                           | 3,66 %          | 126.000.000       | 3.741,68                                    | Neckarsulm                                    |
|      | Cancom SE                                        | COK    | IT-Dienstleistungen                           | 0,95 %          | 38.871.850        | 974,88                                      | München                                       |
|      | Carl Zeiss Meditec AG                            | AFX    | Medizintechnik                                | 3,48 %          | 89.440.570        | 3.555,14                                    | Jena                                          |
|      | CompuGroup Medical SE                            | COP    | Software für Gesundheitswesen                 | 0,92 %          | 53.734.576        | 942,39                                      | Koblenz                                       |
|      | Deutsche Telekom AG                              | DTE    | Telekommunikation                             | 10,07 %         | 688.632.643       | 10.295,80                                   | Bonn                                          |
|      | Eckert & Ziegler Strahlen- und Medizintechnik AG | EUZ    | Medizintechnik                                |                 |                   |                                             | Berlin                                        |
|      | Elmos Semiconductor SE                           | ELG    | Halbleiterhersteller                          |                 |                   |                                             | Dortmund                                      |
|      | Evotec SE                                        | EVT    | Biotechnologie                                | 2,98 %          | 177.185.736       | 3.044,43                                    | Hamburg                                       |
|      | Formycon AG                                      | FYB    | Pharma                                        |                 |                   |                                             | Planegg                                       |
|      | Freenet AG                                       | FNTN   | Telekommunikation                             | 2,94 %          | 118.900.598       | 3.005,81                                    | Büdelsdorf                                    |
|      | Hensoldt AG                                      | HAG    | Luft- und Raumfahrttechnik, Rüstungsindustrie | 1,22 %          | 105.000.000       | 1.246,59                                    | Taufkirchen                                   |
|      | Infineon Technologies AG                         | IFX    | Halbleiterindustrie                           | 11,28 %         | 297.252.035       | 11.535,17                                   | Neubiberg                                     |
|      | Ionos SE                                         | IOS    | IT-Dienstleistungen                           |                 |                   |                                             | Montabaur                                     |
|      | Jenoptik AG                                      | JEN    | Optik und Elektronik                          | 1,40 %          | 57.238.115        | 1.427,39                                    | Jena                                          |
|      | Kontron AG                                       | KTN    | eingebettete Rechnertechnologie               | 0,79 %          | 63.860.568        | 812,48                                      | Augsburg                                      |
|      | Nagarro SE                                       | NA9    | IT-Dienstleistungen                           | 0,67 %          | 13.775.985        | 684,01                                      | München                                       |
|      | Nemetschek SE                                    | NEM    | Software für Bauwesen                         | 4,38 %          | 115.500.000       | 4.481,19                                    | München                                       |
|      | Nordex SE                                        | NDX1   | Anlagenbau                                    | 1,24 %          | 236.450.364       | 1.265,21                                    | Hamburg                                       |
|      | PNE AG                                           | PNE3   | Windenergie                                   | 0,55 %          | 76.603.334        | 562,49                                      | Cuxhaven                                      |
|      | Qiagen N.V.                                      | QIA    | Biotechnologie                                | 8,70 %          | 230.829.309       | 8.893,41                                    | Venlo (Niederlande) (Hauptverwaltung: Hilden) |
|      | SAP SE                                           | SAP    | Software                                      | 10,14 %         | 87.795.756        | 10.366,85                                   | Walldorf                                      |
|      | Sartorius AG                                     | SRT3   | Biotechnologie, Mechatronik                   | 8,23 %          | 37.440.000        | 8.416,28                                    | Göttingen                                     |
|      | Siemens Healthineers AG                          | SHL    | Medizintechnik                                | 10,94 %         | 851.384.223       | 11.185,87                                   | Erlangen                                      |
|      | Siltronic AG                                     | WAF    | Halbleiterindustrie                           | 1,40 %          | 30.000.000        | 1.430,24                                    | München                                       |
|      | Suss Microtec SE                                 | SMHN   | Halbleiterindustrie                           |                 |                   |                                             | Garching bei München                          |
|      | TeamViewer AG                                    | TMV    | Software                                      | 1,79 %          | 180.000.000       | 1.829,63                                    | Göppingen                                     |
|      | United Internet AG                               | UTDI   | Internet-Provider                             | 1,52 %          | 192.000.000       | 1.553,43                                    | Montabaur                                     |